# Тијана Рапаић
Тијана Рапаић (Београд, 1977) српска је књижевница и лингвисткиња. Чланица је Друштва књижевника Војводине и Удружења књижевника Србије.

## Биографија
Рођена је 11. децембра 1977. године у Београду. Дипломирала је 2008. године на основним студијама српског језика и књижевности на Одсеку за српски језик и лингвистику Филозофског факултета у Новом Саду, са темом Сложенице у Типику архиепископа Никодима. Године 2014. стекла је звање мастер професорка језика и књижевности (србисткиња), одбранивши рад под називом Вештина писања у настави српског као страног језика. Током мастер студија, бавила се проучавањем српског као страног језика.
Године 2017. уписала је прву годину студија Специјалне едукације и рехабилитације, смер Вишеструка ометеност, на Медицинском факултету у Новом Саду, да би 2020. године уписала докторске студије из области језика и дефектологије, на Филолошком факултету у Београду
Септембра 2019. године, била је учесница Петнаесте међународне конференције дефектолога, под покровитељством Друштва дефектолога Војводине. Kрајем 2010. године, прича „Бајка о изгубљеном лабуду” емитована је на Радио Београду у емисији „Добро јутро, децо!”.
Од страних језика служи се руским и енглеским, а од архаичних језика, служи се старословенским, српскословенским, рускословенским и латинским језиком.
Бави се изучавањем повезаности језика и различитих врста ометености код деце и одраслих. Живи и ради у Новом Саду.

## Награде и признања
Добитница је 1995. године југословенске награде за поезију „Момчило Настасијевић”.